# Hadena ciniva
Hadena ciniva är en fjärilsart som beskrevs av William Schaus 1898. Hadena ciniva ingår i släktet Hadena och familjen nattflyn. Inga underarter finns listade i Catalogue of Life.